# Tremendo (álbum)
Tremendo é um álbum de compilação e com versões em português da boy band argentina Tremendo. Trata-se do segundo álbum do grupo e foi lançado em 1985, apenas no Brasil, pela gravadora RGE Discos. Integravam o grupo os cantores: Walter Martin (Walter), Gustavo Gabriel Blanco (Gustavo), Dario Fabio Cerasia (Dario), Teodoro Mário Varmazidis (Teo) e Carlos Mário Cazuza (Marito).
Com o sucesso em território argentino com o seu álbum de estreia, o intitulado Rock en la Piel, o produtor do grupo, Fernando Falcon e a gravadora do Tremendo resolveram investir no mercado brasileiro. Para tanto, foram feitas versões de músicas do LP de estreia para o português, que seriam incluídas em um álbum exclusivo para o país sul americano. As faixas foram versionadas por Hélio Eduardo e Mister Sam. As gravações ocorreram em Buenos Aires, no Estúdio Panda.
Como forma de divulgação, o grupo veio para o Brasil e em sua primeira visita ao país, participou de quase todos os programas de televisão (sobretudo os de auditório) da época, tais como o Cassino do Chacrinha e o Fantástico, sendo apadrinhado pela TV Globo. Em agosto de 1985, o Tremendo iniciou uma temporada de shows por diversas cidades brasileiras.
Dois singles foram lançados e utilizados na divulgação: "Isto É Tremendo" e "We Can Change the World", ambos ficaram entre as dez músicas mais tocadas no Rio de Janeiro. A faixa "We Can Change the World" entrou para a trilha sonora internacional da telenovela brasileira A Gata Comeu, da TV Globo, de 1985. No mesmo ano, fizeram um show no Canecão e chegaram até a morar no Rio de Janeiro por alguns meses.
Comercialmente, o disco em português também obteve sucesso. Em duas semanas de lançamento, vendeu 70 mil cópias no Brasil. Em agosto de 1985, as vendas já tinham atingido 100 mil cópias, o que o tornou elegível a um disco de ouro no país.

## Lista de faixas
Créditos adaptados dos encartes do LP Tremendo, de 1985.

### Lado A
| N.º | Título                    | Compositor(es)                                                  | Vocal principal | Duração |  |
| 1.  | "Isso É Tremendo"         | D. Crotti, H. Capuano; Adapt. Mister Sam, Hélio Eduardo         | Marito          |         |  |
| 2.  | "Te Perguntou Por Mim"    | N. Gurvich, F. Falcón, Oliver; Adapt. Hélio Eduardo, Mister Sam | Dario           |         |  |
| 3.  | "Rock En La Piel"         | Luc Plamondon, Julien Clerc; vers. cast. Michell                | Walter          |         |  |
| 4.  | "Cuando La Musica Suena"  | Jean Jacques Golman                                             | Walter e Teo    |         |  |
| 5.  | "Juntos Lo Encontraremos" | M. A. Valenzuela, Miguelo                                       | Todos           |         |  |

### Lado B
| N.º | Título                     | Compositor(es)                                                          | Vocal principal | Duração |  |
| 6.  | "We Can Change The World"  | Eddie Sierra                                                            | Teo             |         |  |
| 7.  | "Penso Em Ti"              | M. A. Valenzuela, A. Vezzani. Adapt. Mister Sam, Hélio Eduardo          | Teo             |         |  |
| 8.  | "Todos Dançam Nessa Festa" | P. Haouzi, J. Lahcene. Adapt. Hélio Eduardo, Mister Sam                 | Gustavo         |         |  |
| 9.  | "Longe Do Sol"             | M. A. Valenzuela, Oliver, J. Mendonza; Adapt. Hélio Eduardo, Mister Sam | Walter          |         |  |
| 10. | "Sos Com El Fuego"         | M. A. Valenzuela, Oliver                                                | Dario           |         |  |

## Certificações e vendas
| Região | Título   | Certificação | Vendas  |
| ------ | -------- | ------------ | ------- |
| Brasil | Tremendo | Ouro         | 100,000 |